# 16. Jahrtausend v. Chr.
Portal Geschichte | Portal Biografien | Aktuelle Ereignisse | Jahreskalender | Tagesartikel

◄ |
17. Jahrtausend v. Chr. |
16. Jahrtausend v. Chr. | 15. Jahrtausend v. Chr.  | ►
Das 16. Jahrtausend v. Chr. beschreibt den Zeitraum von 16.000 v. Chr. bis 15.000 v. Chr.

## Erfindungen, Entdeckungen, Innovationen

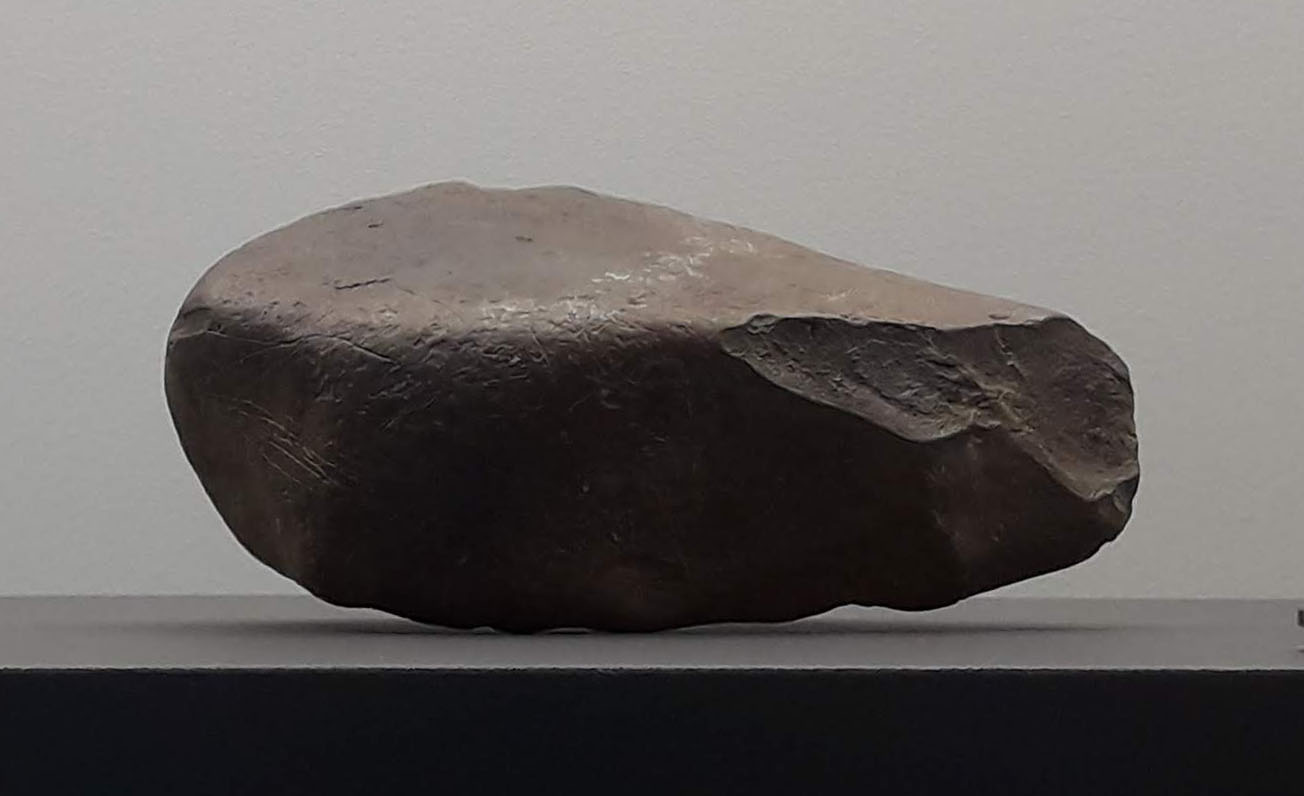
Teilweise bearbeiteter Stein der Magdalénien

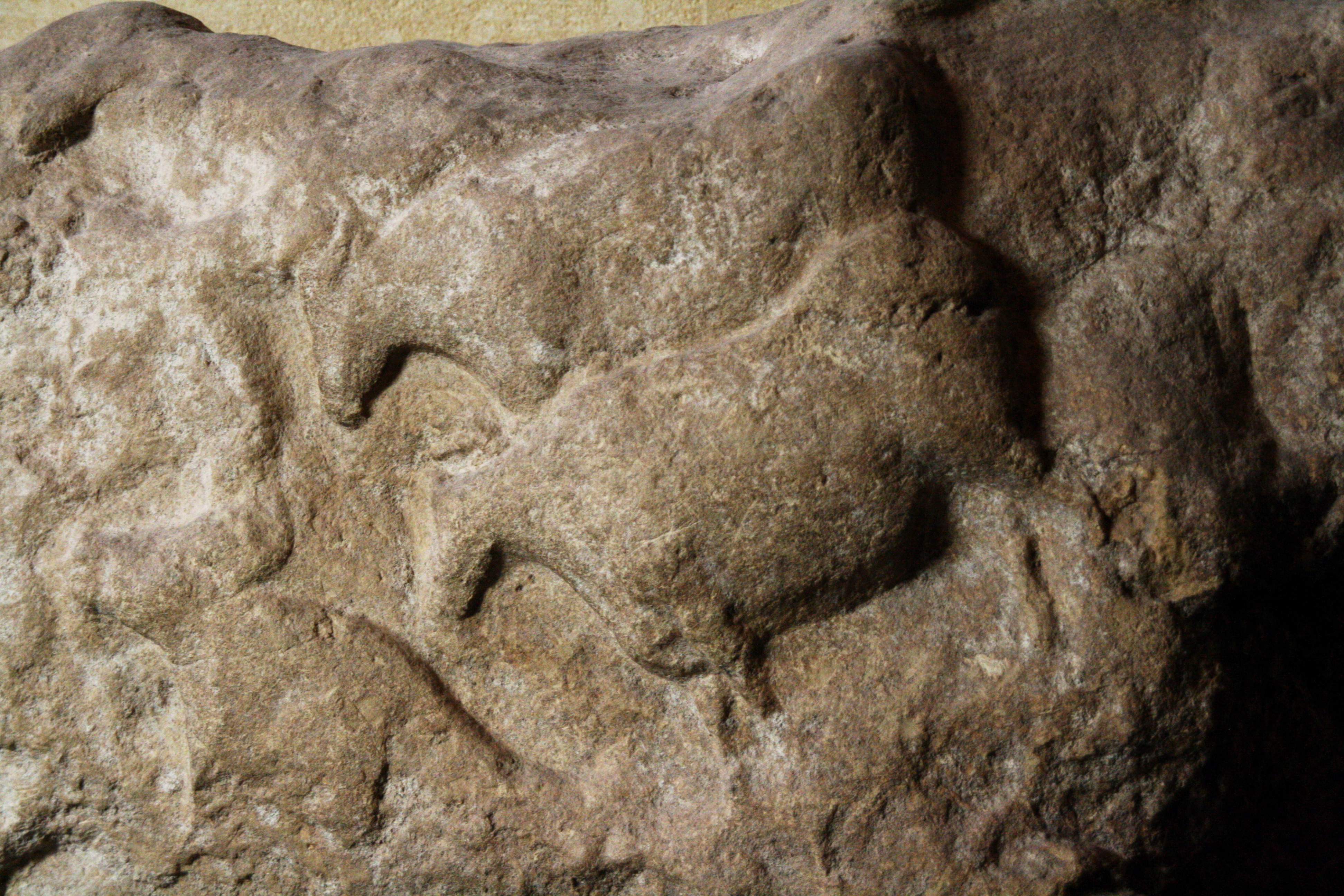
Auerochsen im Flachrelief am Fourneau du Diable

- Europa – Magdalienische Steinschneidetechnik in Westeuropa – (bis ca. 10.000 v. Chr., später gefolgt von den Azilien) – Kennzeichnend ist die Bearbeitung von Klingen und in den Zwischenstadien von kleinen Artefakten („Mikrolithen“). Elfenbein- und Knochenarbeiten mit raffinierten Verzierungen sind weit verbreitet und es werden Halsketten aus Fleischfresserzähnen hergestellt. In diese Zeit fällt auch das Aufblühen der Höhlenmalerei.

## Geologie
- Das Fourneau du Diable entsteht.

## Klima
- Der vorletzte Vorstoß des skandinavischen Inlandeises (Pommern-Phase) endet etwa um 15000 v. Chr.